# Гэ Сюань
Гэ Сюань (кит. 葛玄, 164 - 244) —  знаменитый даос династии Восточная У.  Его внучатым племянником был Гэ Хун. Жил в городе Даньян в эпохй Троецарствия. Гэ Хун присвоил ему титул Гэ Сянь-гун (бессмертный барон); от него Гэ Хун получил тексты по даосской алхимии, упоминаемые в Баопу-цзы. Гэ Сюань особенно почитался другим его потомком - Гэ Чаофу, который основал даосскую школу  Линбао, в которой Гэ Сюаню отводится роль святого патриарха-основателя традиции и автора священных книг. Его жизнеописание окружено множеством легенд.

## Ранние годы
Гэ Сюань считается легендарным патриархом, почитаемым многими даосскими традициями. Он родился в благородной семье чиновников высшего ранга, в которой ценилось образование. Он детально изучил конфуцианские сочинения и многочисленные исторические и философские труды. Он увлёкся даосскими сочинениями Лао-цзы  и  Чжуан-цзы и уже к 16 годам приобрёл известность в районах севернее реки Янцзы. (недоступная ссылка)
Его родители умерли, когда он был ещё юным, он оставил стремления к карьере и подался в леса и горы для изучения дао. Он стремился также освоить практику достижения долголетия и бессмертия. Гэ Сюань жил в горах Линъюэ, Чичэн и Лофу (括苍山、南岳, 阁皂山,、罗浮山), встречался с необычными людьми и с целью самоочищения потреблял особые грибы (ganoderma lucidum, setose thistle). (недоступная ссылка)
Занимаясь даосскими практиками, он достигал особой силы духа, мог создавать несколько своих форм и находится одновременно во многих местах, проходить сквозь горы и преодолевать моря, изгонять злых духов и лечить болезни (Campany (2002), p. 64). Он стал практиковать как врач, лечил с помощью магических приёмов, ведущих к бессмертию. Встретившись с бессмертным Цзо Цы (左慈), он получил  36 томов свитков с сочинениями (Numinous Treasure). (недоступная ссылка)

## Средние годы жизни
В жизнеописаниях Шэньсянь-чжуань, написанной Гэ Хуном, говорится, что Гэ Сюань был призван на службу императору Восточного У, флотилия кораблей, на которой он плыл, попала в шторм и его стали считать погибшим, но он чудом спасся, объяснив, что он был заделжан божеством Воды У Цзысю.  Гэ Сюн обладал утробным дыханием, мог надолго задерживать дыхание и сог повелевать ветром, реками и дождём. (Bokenkamp (2008), p. 445-445).
Традиция считает что Гэ Сюань основал традицию передачи алхимических текстов (подобно буддийской), эти тексты он получал непосредственно с небес; его считают основателем даосизма, наряду с Чжан Даолином. От него исходят тексты Тайцинцзин (Книга Великой Чистоты), Цзюдинцзин(Книга (эликсира) девяти треножников), Цзиньецзин (Книга Золотой Жидкости); эти книги он передал Гэ Хуну. Однако он лично не делал эликсиров. Он же получил прямо от богов книги школы Линбао. От потомков он получил множество почётных посмертных титулов (Bokenkamp (2008), p. 444-445).

## Поздние годы
Как даосский мастер, он владел искусством дыхания, не употреблял в пищу злаков и вина. По легендам, он обладал множеством сверхъестественных способностей. Он мог появляться одновременно в разных местах, мог перемещать предметы на большие расстояния, становиться невидимым или делать видимыми скрытые предметы. Например, на вечере из ниоткуда появились чаши, которые сами наполнились вином (Campany (2002), p. 155). Он мог также парить над землёй (Campany (2002), p. 156).
Сведения о его способностях дошли даже до императора. Когда Гэ Сюань устал от мирской жизни, он вызвал своего ученика Чжан Гуна, заявив что 11 августа в полдень он покинет мир, надел лучшую одежду и лёг на кровать. Чжан Гун заметил, что лицо его сохраняет цвет, но он не дышит.  В течение трёх дней Чжан проводил ритуалы жизни после смерти. В полночь через три дня подул сильный ветер и загасил все свечи. Когда Чжан снова зажёг свечи, он обнаружил, что тела больше нет, а осталась одежда. Ветер при этом не затронул домов соседей.  (недоступная ссылка)

## Оценка
Основатель школы Линбао, потомок Гэ Сюаня Гэ Чаофу особо почитал Гэ Сюаня, к которому он относит наиболее важные сочинения и практики школы Линбао.
В даосской традиции Гэ Сюань считается совершенным мастером даосской алхимии, обладающим совершенным контролем над сознанием и телом, умевшим летать, лечить болезни, изгонять злых духов.
Его достижение бессмертия считается классическим - исчезновение от сильного ветра, оставив только одежду.

## Сочинения
- 《太清經》 taiqingjing Книга Великой Чистоты
- 《九鼎經》 jiudingjing Книга Девяти Треножников
- 《金液經》 jianyejing Книга Золотой Жидкости
- 《靈寶經》 lingbaojing Книга Духовной Драгоценности